# Єзюркі
Єзюркі (пол. Jeziórki) — село в Польщі, у гміні Осек Бродницького повіту Куявсько-Поморського воєводства.
Населення — 108 осіб (2011).
У 1975-1998 роках село належало до Торунського воєводства.

## Демографія
Демографічна структура станом на 31 березня 2011 року:
|          | Загалом | Допрацездатний вік | Працездатний вік | Постпрацездатний вік |
| -------- | ------- | ------------------ | ---------------- | -------------------- |
| Чоловіки | 54      | 16                 | 34               | 4                    |
| Жінки    | 54      | 15                 | 31               | 8                    |
| Разом    | 108     | 31                 | 65               | 12                   |